# قائمة مدارس الرميثية
هذه قائمة بالمدارس الواقعة بمنطقة الرميثية في الكويت، لا تتضمَّن المدارس الخاصَّة ورياض الأطفال.
تحتوي الرميثية على أكبر عدد من المدارس في الكويت حيث تحتوي على 13 مدرسة دون رياض الأطفال والمدارس الخاصة. عانت مدارس الرميثية الكثير من المشاكل؛ غالبها يعود لقِدَم بنائها، فأقدم مدرسة في الرميثية بنيت في الستينات. مدارس الرميثية هي، دون ذكر المدارس الخاصة:

مدرسة أبو تمَام

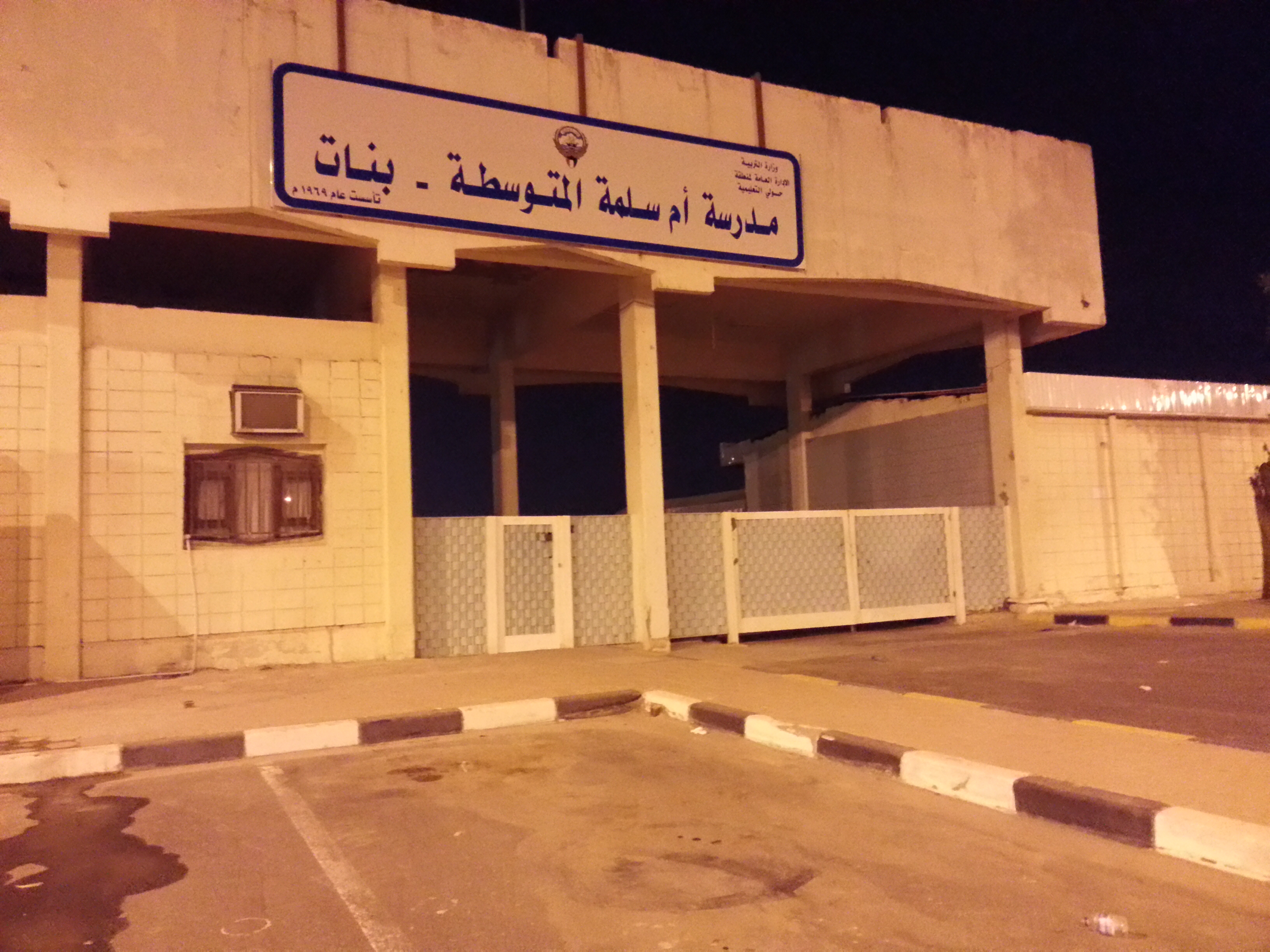
مدرسة أم سَلمة (المبنى الجديد)

| مدارس البنين         | مدارس البنين     | مدارس البنين                             | مدارس البنين                                                        |
| المدرسة              | الموقع           | الموقع الإلكتروني                        | ملاحظات                                                             |
| -------------------- | ---------------- | ---------------------------------------- | ------------------------------------------------------------------- |
| الابـتـدائـيـة       |                  |                                          |                                                                     |
| الشهداء              | قطعة 7           | ---                                      | ---                                                                 |
| محمد الشايجي         | قطعة 12          | الموقع الإلكتروني                        | ---                                                                 |
| عبد الرحمن الغافقي   | قطعة 6           | الموقع الإلكتروني                        | ---                                                                 |
| الـمـتـوسـطـة        |                  |                                          |                                                                     |
| أبو تمّام             | قطعة 2           | الموقع الإلكتروني إنستگرام               | ---                                                                 |
| سيد محمد حسن الموسوي | قطعة 7           | الموقع الإلكتروني - نسخة مؤرشفة          | ---                                                                 |
| الـثـانـويـّة         |                  |                                          |                                                                     |
| فلسطين               | قطعة 4 (سابقًا 9) | الموقع الإلكتروني                        | مُتوقِّفة عن العمل (راجع هذا القسم)                                    |
| عبد الرزاق البصير    | قطعة 10          | مُتوقِّف عن العمل                           | كانت تسمى الرميثية سابقًا وهي متوقفة عن العمل (راجع هذا القسم)       |
| مدارس البنات         |                  |                                          |                                                                     |
| المدرسة              | الموقع           | الموقع الإلكتروني                        | ملاحظات                                                             |
| الابـتـدائـيـة       |                  |                                          |                                                                     |
| أروى بنت الحارث      | قطعة 11          | الموقع الإلكتروني - نسخة مؤرشفة          | ---                                                                 |
| أم القرى             | قطعة 8           | الموقع الإلكتروني                        | ---                                                                 |
| الـمـتـوسـطـة        |                  |                                          |                                                                     |
| القيروان             | قطعة 8           | الموقع الإلكتروني - نسخة مؤرشفة إنستگرام | تأسست عام 1970 وهي مسماة باسم مدينة القيروان التونسية               |
| أم سلمة              | قطعة 4           | إنستگرام                                 | تأسست عام 1969 وفي عام 2012 تم نقلها إلى موقع جديد (راجع هذا القسم) |
| الـثـانـويـّة         |                  |                                          |                                                                     |
| 25 فبراير            | قطعة 11          | الموقع الإلكتروني                        | ---                                                                 |
| أمامة بنت بشر        | قطعة 4           | الموقع الإلكتروني                        | ---                                                                 |